# Lithobius hispanicus
Lithobius hispanicus är en mångfotingart som beskrevs av Frederik Vilhelm August Meinert 1872. Lithobius hispanicus ingår i släktet Lithobius och familjen stenkrypare.

## Underarter
Arten delas in i följande underarter:
- L. h. alicatai
- L. h. hispanicus